# Allente
Allente er en nordisk tv-distributør, der udbyder tv via. satellit-tv og IPTV til 1,2 mio. kunder i Danmark, Finland, Norge og Sverige. Desuden udbydes streaming og internetadgang. Selskabet blev etableret 5. maj 2020 ved en fusion mellem Canal Digital og Viasat. Virksomheden ejes ligeligt mellem Telenor og Viaplay Group.